# Per Anclow
Per Robert Anclow, född 16 september 1937 i Johannes församling, Stockholm, död 3 november 2004 i Johannes församling, var en svensk jurist och ämbetsman.
Anclow avlade juris kandidatexamen vid Stockholms universitet 1962 och genomförde tingstjänstgöring i Stockholms läns västra domsaga 1963–1965. Han utnämndes till fiskal i kammarrätten 1966 och blev assessor 1972. Anclow tjänstgjorde under en period i Regeringskansliet, då han utnämndes till departementsråd 1979. Därefter blev han kammarrättsråd 1981 och var kammarrättslagman i Kammarrätten i Stockholm 1983–1988. Anclow valdes av riksdagen den 15 december 1988 till justitieombudsman från den 1 januari 1989, men avsade sig uppdraget redan i januari 1989, vilket riksdagen godkände vid plenum den 26 januari 1989. Han återvände samma år till tjänsten som kammarrättslagman i Stockholm, på vilken han förblev till 1997. Anclow var president i Kammarrätten i Stockholm 1998–2004.